# Norrländska mästerskapet i fotboll 1943
Norrländska mästerskapet i fotboll 1943 vanns av IF Friska Viljor.

## Matcher

### Kvalomgång
- 14 juni 1943: IF Friska Viljor-IFK Östersund 6-2
- 14 juni 1943: Skellefteå AIK-IFK Holmsund 1-2
- 14 juni 1943: Kiruna BK-Bodens BK 2-3

### Semifinaler
- 11 juli 1943: GIF Sundsvall-IF Friska Viljor 2-2, 3-4 efter förlängning
- 18 juli 1943: IFK Holmsund-Bodens BK 2-1

### Final
- 25 juli 1943: IFK Holmsund-IF Friska Viljor 1-4